# ‘En Poriyya
‘En Poriyya (hebreiska: עין פוריה) är en källa i Israel.   Den ligger i distriktet Norra distriktet, i den nordöstra delen av landet. ‘En Poriyya ligger 32 meter över havet.
Terrängen runt ‘En Poriyya är kuperad västerut, men österut är den platt. Runt ‘En Poriyya är det tätbefolkat, med 397 invånare per kvadratkilometer. Närmaste större samhälle är Tiberias, 7,2 km norr om ‘En Poriyya. Trakten runt ‘En Poriyya består till största delen av jordbruksmark.